# Fußballclub Carl Zeiss Jena 2007-2008
Questa voce raccoglie le informazioni riguardanti il Fußballclub Carl Zeiss Jena nelle competizioni ufficiali della stagione 2007-2008.

## Stagione
Nella stagione 2007-2008 il Carl Zeiss Jena, allenato da Henning Bürger, concluse il campionato di 2. Bundesliga al 18º posto e retrocesse in 3. Liga. In Coppa di Germania il Carl Zeiss Jena fu eliminato in semifinale dal Borussia Dortmund.

## Rosa
| N. |                        | Ruolo | Calciatore           |
| -- | ---------------------- | ----- | -------------------- |
| 25 | Danimarca (bandiera)   | P     | Kasper Jensen        |
| 55 | Bielorussia (bandiera) | P     | Vasily Khomutovsky   |
| 12 | Germania (bandiera)    | P     | Daniel Kraus         |
| 6  | Germania (bandiera)    | D     | Sven Günther         |
| 15 | Germania (bandiera)    | D     | Marcus Hoffmann      |
| 22 | Germania (bandiera)    | D     | Felix Holzner        |
| 24 | Georgia (bandiera)     | D     | Ilia K'andelak'i     |
| 5  | Germania (bandiera)    | D     | Alexander Maul       |
| 4  | Germania (bandiera)    | D     | Robert Müller        |
| 16 | Nigeria (bandiera)     | D     | Darlington Omodiagbe |
| 3  | Georgia (bandiera)     | D     | Georgi Oniani        |
|    | Germania (bandiera)    | D     | Kai Oswald           |
| 27 | Germania (bandiera)    | D     | Marco Riemer         |
| 32 | Germania (bandiera)    | D     | André Schmidt        |
| 18 | Germania (bandiera)    | D     | Michael Stegmayer    |
| 26 | Germania (bandiera)    | C     | Patrick Amrhein      |

| N. |                         | Ruolo | Calciatore                  |
| -- | ----------------------- | ----- | --------------------------- |
| 13 | Germania (bandiera)     | C     | Christian Fröhlich          |
| 20 | Germania (bandiera)     | C     | Niels Hansen                |
| 29 | Giappone (bandiera)     | C     | Naoya Kikuchi               |
| 34 | Germania (bandiera)     | C     | Richard Kolitsch            |
| 21 | Germania (bandiera)     | C     | Stefan Kühne                |
| 30 | RD del Congo (bandiera) | C     | Kosi Saka                   |
| 23 | Georgia (bandiera)      | C     | George Seturidze            |
| 19 | Rep. Ceca (bandiera)    | C     | Jan Šimák                   |
| 2  | Croazia (bandiera)      | C     | Filip Tapalović             |
| 9  | Germania (bandiera)     | C     | Tobias Werner               |
| 7  | Germania (bandiera)     | C     | Torsten Ziegner             |
| 11 | Tunisia (bandiera)      | A     | Sami Allagui                |
| 17 | Germania (bandiera)     | A     | Nils Petersen               |
| 14 | Ungheria (bandiera)     | A     | Sándor Torghelle            |
| 28 | Germania (bandiera)     | A     | Marcel von Walsleben-Schied |
| 33 | Germania (bandiera)     | A     | Mark Zimmermann             |

## Organigramma societario
Area tecnica
- Allenatore: Henning Bürger
- Allenatore in seconda: Thomas Matheja
- Preparatore dei portieri: Detlef Zimmer
- Preparatori atletici:

## Risultati

### 2. Bundesliga

#### Girone di andata
| Arbitro: | Aytekin |

|                      |           |                       |
| Vuković 1’ Németh 6’ | Marcatori | 28’ Maul 76’ Petersen |

| Arbitro: | Schalk |

|  |           |                |
|  | Marcatori | 20’ Schnitzler |

| Arbitro: | Fleischer |

|                                                |           |                                       |
| Novakovič 20’ Chihi 72’, 84’ Jensen 86’ (aut.) | Marcatori | 5’ Torghelle 37’ Müller 54’ Omodiagbe |

| Arbitro: | Willenborg |

|               |           |                        |
| Omodiagbe 54’ | Marcatori | 17’ Feulner 77’ Gunkel |

| Arbitro: | Schriever |

|               |           |                |
| Omodiagbe 39’ | Marcatori | 29’, 42’ Daham |

| Arbitro: | Seemann |

|                                            |           |                  |
| Diakité 10’, 11’ Siegert 20’ Nicu 41’, 72’ | Marcatori | 82’ (rig.) Šimák |

| Arbitro: | Bandurski |

|                      |           |  |
| Šimák 43’ Werner 74’ | Marcatori |  |

| Arbitro: | Zwayer |

|                         |           |                                 |
| Reisinger 28’ Lanig 63’ | Marcatori | 34’ Charalambides 49’ Torghelle |

| Arbitro: | Wingenbach |

|  |           |                         |
|  | Marcatori | 47’ Bierofka 90’ Göktan |

| Arbitro: | Brych |

|                      |           |                         |
| Koen 12’ Sinkala 33’ | Marcatori | 8’ Torghelle 14’ Werner |

| Arbitro: | Walz |

|            |           |                        |
| Werner 89’ | Marcatori | 35’ Pitroipa 83’ Krmaš |

| Arbitro: | Schmidt |

|                  |           |               |
| Neuville 9’, 80’ | Marcatori | 34’ Torghelle |

| Arbitro: | Fischer |

|  |           |           |
|  | Marcatori | 72’ Obasi |

| Arbitro: | Kinhöfer |

|                   |           |            |
| Cichon 20’ (rig.) | Marcatori | 90’ Werner |

| Arbitro: | Gagelmann |

|                               |           |                    |
| Petersen 74’ Šimák 89’ (rig.) | Marcatori | 8’ (rig.) Emmerich |

| Arbitro: | Hartmann |

|                           |           |                                          |
| Jendrišek 19’ Simpson 45’ | Marcatori | 61’ Torghelle 73’ Omodiagbe 81’ Petersen |

| Arbitro: | Lupp |

|              |           |                       |
| Petersen 79’ | Marcatori | 25’ Costa 38’ Ledezma |

#### Girone di ritorno
| Arbitro: | Gräfe |

|                                 |           |                                          |
| Werner 16’ Walsleben-Schied 66’ | Marcatori | 29’ Reghecampf 74’ Lehmann 81’ Krontiris |

| Arbitro: | Winkmann |

|                            |           |                              |
| Takyi 12’ (rig.) Bruns 88’ | Marcatori | 54’ Ziegner 68’ (rig.) Šimák |

| Arbitro: | Henschel |

|            |           |                               |
| Müller 61’ | Marcatori | 28’ Helmes 79’, 90’ Novakovič |

| Arbitro: | Willenborg |

|                               |           |                       |
| Feulner 28’ Karhan 56’ (rig.) | Marcatori | 59’ Šimák 83’ Allagui |

| Arbitro: | Bandurski |

|                        |           |  |
| Djokaj 17’ Pektürk 90’ | Marcatori |  |

| Arbitro: | Wingenbach |

|                                 |           |                               |
| Walsleben-Schied 25’ Werner 33’ | Marcatori | 81’ (aut.) Werner 89’ Schmidt |

| Arbitro: | Steinhaus |

|                |           |               |
| Bancé 18’, 47’ | Marcatori | 89’ Torghelle |

| Arbitro: | Anklam |

|                  |           |  |
| Šimák 11’ (rig.) | Marcatori |  |

| Arbitro: | Frank |

|            |           |                                 |
| Göktan 72’ | Marcatori | 60’ Werner 87’ Walsleben-Schied |

| Arbitro: | Sippel |

|                                         |           |  |
| Allagui 40’ Šimák 53’ (rig.) Werner 88’ | Marcatori |  |

| Arbitro: | Perl |

|                           |           |  |
| Idrissou 32’ Butscher 48’ | Marcatori |  |

| Arbitro: | Weiner |

|                          |           |                   |
| Walsleben-Schied 9’, 45’ | Marcatori | 63’, 76’ Colautti |

| Arbitro: | Wagner |

|                                         |           |  |
| Ba 6’, 18’, 26’ Salihović 37’ Obasi 67’ | Marcatori |  |

| Arbitro: | Kircher |

|             |           |                   |
| Allagui 63’ | Marcatori | 65’ Reichenberger |

| Arbitro: | Stark |

|                                                    |           |  |
| Sykora 21’ Geißler 37’ Heller 66’ Kaufman 68’, 88’ | Marcatori |  |

| Arbitro: | Brych |

|                                 |           |                          |
| Torghelle 6’ Günther 76’ (rig.) | Marcatori | 68’ Runström 87’ Simpson |

| Arbitro: | Fischer |

|             |           |               |
| Dreßler 58’ | Marcatori | 61’ Torghelle |

### Coppa di Germania
| Arbitro: | Bandurski |

|  |           |                                          |
|  | Marcatori | 21’ Kühne 75’ (rig.) Fröhlich 86’ Werner |

| Arbitro: | Seemann |

|                                         |                      |                                            |
| Torghelle 56’ Müller 114’               | Marcatori            | 13’ Misimović 95’ Kennedy                  |
| Müller Werner Oniani Charalambides Maul | Tiri di rigore 5 – 4 | Misimović Kennedy Reinhardt Mintál Galásek |

| Arbitro: | Sippel |

|                                |           |                |
| Petersen 83’ Šimák 115’ (rig.) | Marcatori | 41’ Wichniarek |

| Arbitro: | Kinhöfer |

|                                        |                      |                                  |
| Gómez 81’, 94’                         | Marcatori            | 33’ Werner 120’ Müller           |
| Pardo Hilbert Cacau Silva Hitzlsperger | Tiri di rigore 4 – 5 | Müller Werner Saka Šimák Ziegner |

| Arbitro: | Gräfe |

|                                    |           |  |
| Tinga 13’ Klimowicz 70’ Petrić 87’ | Marcatori |  |

## Statistiche

### Statistiche di squadra
| Competizione      | Punti | In casa | In casa | In casa | In casa | In casa | In casa | In trasferta | In trasferta | In trasferta | In trasferta | In trasferta | In trasferta | Totale | Totale | Totale | Totale | Totale | Totale | DR  |
| Competizione      | Punti | G       | V       | N       | P       | Gf      | Gs      | G            | V            | N            | P            | Gf           | Gs           | G      | V      | N      | P      | Gf     | Gs     | DR  |
| ----------------- | ----- | ------- | ------- | ------- | ------- | ------- | ------- | ------------ | ------------ | ------------ | ------------ | ------------ | ------------ | ------ | ------ | ------ | ------ | ------ | ------ | --- |
| 2. Bundesliga     | 29    | 17      | 4       | 4       | 9       | 22      | 26      | 17           | 2            | 7            | 8            | 23           | 42           | 34     | 6      | 11     | 17     | 45     | 68     | -23 |
| Coppa di Germania | -     | 2       | 1       | 1       | 0       | 4       | 3       | 3            | 1            | 1            | 1            | 5            | 5            | 5      | 2      | 2      | 1      | 9      | 8      | +1  |
| Totale            | -     | 19      | 5       | 5       | 9       | 26      | 29      | 20           | 3            | 8            | 9            | 28           | 47           | 39     | 8      | 13     | 18     | 54     | 76     | -22 |

### Andamento in campionato
| Giornata  | 1 | 2  | 3  | 4  | 5  | 6  | 7  | 8  | 9  | 10 | 11 | 12 | 13 | 14 | 15 | 16 | 17 | 18 | 19 | 20 | 21 | 22 | 23 | 24 | 25 | 26 | 27 | 28 | 29 | 30 | 31 | 32 | 33 | 34 |
| --------- | - | -- | -- | -- | -- | -- | -- | -- | -- | -- | -- | -- | -- | -- | -- | -- | -- | -- | -- | -- | -- | -- | -- | -- | -- | -- | -- | -- | -- | -- | -- | -- | -- | -- |
| Luogo     | T | C  | T  | C  | C  | T  | C  | T  | C  | T  | C  | T  | C  | T  | C  | T  | C  | C  | T  | C  | T  | T  | C  | T  | C  | T  | C  | T  | C  | T  | C  | T  | C  | T  |
| Risultato | N | P  | P  | P  | P  | P  | V  | N  | P  | N  | P  | P  | P  | N  | V  | V  | P  | P  | N  | P  | N  | P  | N  | P  | V  | V  | V  | P  | N  | P  | N  | P  | N  | N  |
| Posizione | 7 | 13 | 13 | 14 | 18 | 18 | 16 | 16 | 17 | 17 | 17 | 17 | 18 | 18 | 18 | 17 | 17 | 17 | 18 | 18 | 17 | 18 | 17 | 17 | 17 | 17 | 17 | 17 | 17 | 17 | 17 | 18 | 18 | 18 |

Legenda:

Luogo: C = Casa; T = Trasferta. Risultato: V = Vittoria; N = Pareggio; P = Sconfitta.

### Statistiche dei giocatori
| Giocatore           | 2. Bundesliga | 2. Bundesliga | 2. Bundesliga | 2. Bundesliga | Coppa di Germania | Coppa di Germania | Coppa di Germania | Coppa di Germania | Totale   | Totale | Totale      | Totale     |
| Giocatore           | Presenze      | Reti          | Ammonizioni   | Espulsioni    | Presenze          | Reti              | Ammonizioni       | Espulsioni        | Presenze | Reti   | Ammonizioni | Espulsioni |
| ------------------- | ------------- | ------------- | ------------- | ------------- | ----------------- | ----------------- | ----------------- | ----------------- | -------- | ------ | ----------- | ---------- |
| K. Jensen           | 6             | 0             | 1             | 0             | 1                 | 0                 | 0                 | 0                 | 7        | 0      | 1           | 0          |
| V. Khomutovsky      | 17            | 0             | 1             | 0             | 3                 | 0                 | 0                 | 0                 | 20       | 0      | 1           | 0          |
| D. Kraus            | 8             | 0             | 1             | 0             | 1                 | 0                 | 0                 | 0                 | 9        | 0      | 1           | 0          |
| S. Günther          | 12            | 1             | 4             | 1             | 1                 | 0                 | 0                 | 0                 | 13       | 1      | 4           | 1          |
| M. Hoffmann         | -             | -             | -             | -             | -                 | -                 | -                 | -                 | -        | -      | -           | -          |
| F. Holzner          | 12            | 0             | 4             | 0             | 2                 | 0                 | 1                 | 0                 | 14       | 0      | 5           | 0          |
| I. Kandelaki        | 20            | 0             | 1             | 1             | -                 | -                 | -                 | -                 | 20       | 0      | 1           | 1          |
| A. Maul             | 27            | 1             | 3             | 2             | 5                 | 0                 | 1                 | 0                 | 32       | 1      | 4           | 2          |
| R. Müller           | 27            | 2             | 3             | 0             | 4                 | 2                 | 1                 | 0                 | 31       | 4      | 4           | 0          |
| D. Omodiagbe        | 21            | 4             | 5             | 0             | 4                 | 0                 | 1                 | 0                 | 25       | 4      | 6           | 0          |
| G. Oniani           | 13            | 0             | 4             | 0             | 1                 | 0                 | 0                 | 0                 | 14       | 0      | 4           | 0          |
| K. Oswald           | -             | -             | -             | -             | -                 | -                 | -                 | -                 | -        | -      | -           | -          |
| M. Riemer           | 3             | 0             | 0             | 0             | 1                 | 0                 | 0                 | 0                 | 4        | 0      | 0           | 0          |
| A. Schmidt          | 2             | 0             | 1             | 0             | -                 | -                 | -                 | -                 | 2        | 0      | 1           | 0          |
| M. Stegmayer        | 30            | 0             | 6             | 0             | 5                 | 0                 | 0                 | 0                 | 35       | 0      | 6           | 0          |
| P. Amrhein          | 8             | 0             | 1             | 0             | 3                 | 0                 | 0                 | 0                 | 11       | 0      | 1           | 0          |
| C. Fröhlich         | 2             | 0             | 0             | 0             | 1                 | 1                 | 0                 | 0                 | 3        | 1      | 0           | 0          |
| N. Hansen           | 24            | 0             | 1             | 0             | 3                 | 0                 | 0                 | 0                 | 27       | 0      | 1           | 0          |
| N. Kikuchi          | 3             | 0             | 1             | 0             | 1                 | 0                 | 0                 | 0                 | 4        | 0      | 1           | 0          |
| R. Kolitsch         | 2             | 0             | 0             | 0             | -                 | -                 | -                 | -                 | 2        | 0      | 0           | 0          |
| S. Kühne            | 19            | 0             | 6             | 0             | 3                 | 1                 | 0                 | 0                 | 22       | 1      | 6           | 0          |
| K. Saka             | 7             | 0             | 0             | 0             | 2                 | 0                 | 0                 | 0                 | 9        | 0      | 0           | 0          |
| G. Seturidze        | 1             | 0             | 0             | 0             | -                 | -                 | -                 | -                 | 1        | 0      | 0           | 0          |
| J. Šimák            | 27            | 7             | 10            | 0             | 5                 | 1                 | 1                 | 1                 | 32       | 8      | 11          | 1          |
| F. Tapalović        | 7             | 0             | 1             | 0             | 2                 | 0                 | 0                 | 0                 | 9        | 0      | 1           | 0          |
| T. Werner           | 31            | 8             | 10            | 0             | 5                 | 2                 | 0                 | 0                 | 36       | 10     | 10          | 0          |
| T. Ziegner          | 24            | 1             | 4             | 1             | 3                 | 0                 | 0                 | 0                 | 27       | 1      | 4           | 1          |
| S. Allagui          | 15            | 3             | 1             | 0             | 1                 | 0                 | 0                 | 1                 | 16       | 3      | 1           | 1          |
| N. Petersen         | 20            | 4             | 2             | 0             | 4                 | 1                 | 0                 | 0                 | 24       | 5      | 2           | 0          |
| S. Torghelle        | 27            | 8             | 6             | 1             | 1                 | 1                 | 0                 | 1                 | 28       | 9      | 6           | 2          |
| M. Walsleben-Schied | 17            | 5             | 2             | 0             | 3                 | 0                 | 0                 | 0                 | 20       | 5      | 2           | 0          |
| M. Zimmermann       | 2             | 0             | 0             | 0             | -                 | -                 | -                 | -                 | 2        | 0      | 0           | 0          |
| C. Charalambides    | 12            | 1             | 3             | 0             | 1                 | 0                 | 0                 | 0                 | 13       | 1      | 3           | 0          |
| P. Fərcad-Azad      | 1             | 0             | 0             | 0             | -                 | -                 | -                 | -                 | 1        | 0      | 0           | 0          |
| S. Helbig           | 9             | 0             | 1             | 0             | 1                 | 0                 | 0                 | 0                 | 10       | 0      | 1           | 0          |
| V. Lorenzón         | 2             | 0             | 0             | 0             | -                 | -                 | -                 | -                 | 2        | 0      | 0           | 0          |
| C. Person           | 3             | 0             | 0             | 0             | -                 | -                 | -                 | -                 | 3        | 0      | 0           | 0          |